# Buloňská deklarace
| Esperanto |  |
| |  |
| Jazyk |  |
| |  |
| - Akademie esperanta - Gramatika - Slovníky - Esperantologie - Abeceda - Číslovky - Fundamento - lernu! - Letní škola esperanta                                                                             |  |
| |  |
| Organizace |  |
| |  |
| - UEA - TEJO - E@I - EEU - SAT - Český esperantský svaz - Česká esperantská mládež - Esperantské kluby - Katolíci                                                                                           |  |
| |  |
| Dějiny |  |
| |  |
| - Ludvík Lazar Zamenhof - Časová osa - Buloňská deklarace - Ido-schizma - Krize ata/ita - Neutrální Moresnet - Interhelpo - Pražský manifest - Bona Espero - Esperantské město                              |  |
| |  |
| Kultura |  |
| |  |
| - Esperantská setkání - Pasporta Servo - Hudba - Rozhlas - Finvenkismus - Homaranismus - Kabei - Politika - La Espero - Stelo - Symboly (vlajka) - UK - IJK - Esperantista - Rodilí mluvčí - Zamenhofův den |  |
| |  |
| Literatura |  |
| |  |
| - Autoři - Esperantské časopisy - Esperantské slovníky - PIV - Wikipedie - KAEST |  |
| |  |
| Úhly pohledu |  |
| |  |
| - Propedeutická hodnota - Srovnání s idem - Srovnání s interlinguou - Reformy - Odpor vůči esperantu |  |

Buloňská deklarace (v esperantu Bulonja Deklaracio) je dokument napsaný Ludvíkem Lazarem Zamenhofem a stvrzený účastníky prvního světového kongresu esperanta ve francouzském městě Boulogne-sur-Mer roku 1905, který definoval nejdůležitější pojmy esperantského hnutí a hrál důležitou úlohu v jeho rozvoji.

## Charakteristika
Deklarace definovala "esperantismus" jako hnutí podporující široké využívání esperanta jako doplňku k národním jazykům v mezinárodním a mezietnickém kontextu, tedy ne jako jejich náhradu v jejich přirozeném teritoriu. Esperantské hnutí samotné deklarovala jako politicky a nábožensky neutrální. Upozornila na to, že Esperanto se odevzdává do veřejného vlastnictví a každý jej může používat podle své vůle, protože jeho autor se hned na počátku vzdává veškerých autorských práv. Bylo stanoveno, že jedinou závaznou autoritou pro mluvčí esperanta je Fundamento de Esperanto (sbírka raných dokumentů obsahujících popis gramatiky, slovník a několik ukázkových textů) a že imitování jeho vzoru je všem uživatelům doporučováno za účelem udržení stability jazyka. Konečně definovalo také pojem „esperantista“ jako osobu, která zná a užívá jazyk esperanto pro jakékoliv účely.

## Základní body
Buloňská deklarace shrnuje cíle esperantismu v pěti bodech:
1. Esperantismus je snaha rozšířit po celém světě užívání neutrálního jazyka, který by sloužil k dorozumívání lidí různých jazyků.
2. Mezinárodním jazykem může být jen umělý jazyk; dokonale životaschopným se ukázal ve všech směrech jediný jazyk – esperanto.
3. Autor jazyka se výslovně vzdal jakýchkoliv osobních práv ohledně jazyka a odevzdal jej celému světu.
4. Jediný základ, závazný provždy a všechny esperantisty je Fundamento de Esperanto.
5. Esperantistou je každý člověk, který zná a užívá jazyk esperanto, přičemž je zcela lhostejné, za jakým cílem.